# Éditions Julliard
Éditions Julliard è una casa editrice francese fondata nel 1942 da René Julliard.

## Storia
René Julliard si distinse nel campo editoriale per la scoperta di giovani talenti come Françoise Sagan e Jean d'Ormesson. 
Dopo la sua morte, nel luglio 1962, le Éditions Julliard furono rilevate da Christian Bourgois e poi riacqustate dalla Presses de la Cité. 
Vennero poi riportate in vita nel 1988, quando Bourgois, che nel 1966 aveva fondato una propria casa editrice, decise di nominare Élisabeth Gille direttore letterario. 
Dal 1995 la direzione è passata a Betty Mialet e Bernard Barrault.

## Autori
Oggi la casa editrice si dedica prevalentemente alla letteratura francese contemporanea, alla pubblicazione di nuovi talenti e dei grandi nomi storicamente legati alla Julliard.
Tra gli autori legati a alla Julliard vanno annoverati Philippe Besson, Philippe Djian, Yasmina Khadra, Mazarine Pingeot e Jacques André Bertrand.